# Ballık, Altınyayla
Ballık là một xã thuộc huyện Altınyayla, tỉnh Burdur, Thổ Nhĩ Kỳ. Dân số thời điểm năm 2010 là 489 người.